# Vestido (fenômeno da internet)
O vestido (popularizado em inglês como The dress) é uma fotografia que se tornou uma sensação viral na Internet em 26 de fevereiro de 2015, quando os espectadores discordaram sobre se o vestido na foto era azul e preto, ou branco e dourado. O fenômeno revelou diferenças na visão de cores humana, que foram objeto de investigações científicas em andamento sobre neurociência e ciência da visão, com vários trabalhos publicados em revistas científicas revisadas por pares.
A foto se originou de uma fotografia colorida desbotada de um vestido postado no serviço de rede social Tumblr. Na primeira semana após o surgimento da imagem, mais de 10 milhões de tweets mencionaram o vestido, usando hashtags como #thedress, #whiteandgold e #blackandblue. Embora a cor real tenha sido finalmente confirmada como preto e azul, a imagem gerou muitas discussões, com os usuários debatendo suas opiniões sobre qual era a cor do vestido da fotografia. Membros da comunidade científica começaram a investigar a foto para obter novas ideias sobre a percepção visual humana.
O vestido em si, identificado como um produto do varejista Roman Originals, sofreu um grande aumento nas vendas como resultado do incidente. A varejista também produziu uma versão única do vestido em branco e dourado como uma campanha de caridade.

## Origem
Cerca de uma semana antes do casamento do casal Grace e Keir Johnston de Colonsay, na Escócia, a mãe da noiva, Cecilia Bleasdale, tirou uma foto de um vestido no shopping Cheshire Oaks, ao norte de Chester, Inglaterra, que ela planejava usar para o casamento e enviou para a filha dela. Após discordâncias sobre a cor percebida do vestido na fotografia, a noiva postou a imagem no Facebook e suas amigas também discordaram sobre a cor; alguns viram como branco com renda dourada, enquanto outros viram como azul com renda preta. Durante uma semana, o debate ficou bem conhecido em Colonsay, uma pequena comunidade insular.
No dia do casamento, Caitlin McNeill, amiga da noiva e do noivo e membro do grupo de música folclórica escocesa Canach, apresentou com sua banda no casamento em Colonsay. Mesmo depois de ver que o vestido era "obviamente azul e preto" na vida real, os músicos continuavam preocupados com a fotografia; eles disseram que quase não conseguiram entrar no palco porque estavam fixados discutindo o vestido. Alguns dias depois, em 26 de fevereiro, McNeill republicou a imagem em seu blog no Tumblr e fez a mesma pergunta para seus seguidores, o que levou a uma discussão pública adicional sobre a imagem.

## Repercussão

### Propagação viral inicial
Cates Holderness, que administrava a página do Buzzfeed no Tumblr no escritório de Nova York, observou uma mensagem de McNeill pedindo ajuda do site para resolver a disputa de cores do vestido. Na época, ela a descartou, mas depois checou a página no final de sua jornada de trabalho e viu que havia recebido cerca de 5.000 notas naquele momento, ao que ela disse que "é insanamente viral [para o Tumblr]". Tom Christ, diretor de dados do Tumblr, disse que, no auge, a página estava obtendo 14.000 visualizações por segundo (ou 840.000 visualizações por minuto), muito acima das taxas normais de conteúdo no site. Mais tarde naquela noite, o número total de notas aumentou dez vezes.
Holderness mostrou a foto a outros membros da equipe de mídia social do site, que imediatamente começaram a discutir sobre as cores do vestido entre si. Depois de criar uma pesquisa simples para os usuários do site, ela saiu do trabalho e pegou o metrô de volta à sua casa no Brooklyn. Quando ela desceu do trem e checou o telefone, estava sobrecarregado com as mensagens em vários sites. "Não consegui abrir o Twitter porque ele continuava travando. Eu pensei que alguém tivesse morrido, talvez. Eu não sabia o que estava acontecendo." No final da tarde, a página estabeleceu um novo recorde no BuzzFeed para visitantes simultâneos, que alcançaria 673.000 em seu pico.
A imagem viral se tornou um meme mundial da Internet nas mídias sociais. No Twitter, os usuários criaram as hashtags "#whiteandgold", "#blueandblack" e "#dressgate" para discutir suas opiniões sobre qual era a cor do vestido e as teorias que envolviam seus argumentos. O número de tweets sobre o vestido aumentou durante a noite; às 6:36 da tarde TMG, quando ocorreu o primeiro aumento no número de tweets sobre o vestido, havia cinco mil tweets por minuto usando a hashtag "#TheDress", aumentando para 11.000 tweets por minuto com a hashtag às 1:31 da manhã TMG. A foto também atraiu discussões relacionadas à trivialidade do assunto como um todo; O The Washington Post descreveu a disputa como "[o] drama que dividiu um planeta". Alguns artigos sugeriram com humor que o traje poderia provocar uma "crise existencial" sobre a natureza da visão e da realidade, ou que o debate poderia prejudicar os relacionamentos interpessoais. Outros examinaram por que as pessoas estavam discutindo tanto sobre um assunto aparentemente trivial.

### Popularidade na virada da noite
"Já vimos outras histórias se tornarem virais, mas a grande diversidade de veículos que a pegaram e estavam falando sobre era diferente de tudo que já havíamos visto. Todos, da QVC a Warner Bros, a bibliotecas públicas locais e afiliados da Cruz Vermelha, postavam links para ele em suas contas sociais. Esse tipo de diversidade em quem está compartilhando uma história quase nunca acontece ... e certamente nunca nesse grau. Mesmo no ano que se seguiu e com um milhão de pessoas diferentes tentando replicá-lo, nada chegou perto."

Brandon Silverman, CEO do site de monitoramento de mídia social CrowdTangle
Naquela noite, o neurocientista do Wellesley College, Bevil Conway, fez alguns comentários sobre o fenômeno ao repórter da Wired Adam Rogers. Antes de desligar, Rogers avisou: "seu amanhã não será o mesmo". Conway achou que o repórter estava exagerando, dizendo: "Não gostei de toda a extensão do que estava prestes a acontecer. Nem mesmo perto." A história de Rogers acabou recebendo 32,8 milhões de visitantes únicos. Enquanto isso, quando Conway acordou na manhã seguinte, sua caixa de entrada tinha tantos e-mails sobre o vestido que, a princípio, ele pensou que seu e-mail havia sido hackeado, até ver que a maior parte eram solicitações de entrevistas de grandes organizações de mídia. "Fiz 10 entrevistas e tive que ter um colega assumindo minha aula naquele dia", disse Conway.
Taylor Swift que descreveu como enquanto a via azul e preta, a coisa toda a deixava "confusa e assustada"—foi retuitado 111.134 vezes e curtido 154.188 vezes. Jaden Smith, Frankie Muniz, Demi Lovato, Mindy Kaling, Justin Bieber, Anna Kendrick, B. J. Novak, Katy Perry, Julianne Moore, Sarah Hyland, Kim Kardashian, Kanye West, Ariana Grande, dentre outros consideraram suas cores de forma divergente. Políticos, agências governamentais e plataformas de mídia social de marcas conhecidas também pesaram na questão. Por fim, o vestido foi alvo de 4,4 milhões de tweets dentro de 24 horas.
No Reino Unido, onde o fenômeno começou, Ian Johnson, gerente criativo da fabricante de roupas Roman Originals, soube da controvérsia em seu feed de notícias do Facebook naquela manhã. "Eu fiquei muito chocado. Eu apenas ri e disse à esposa que era melhor eu começar a trabalhar", disse ele.
Empresas que não tinham nada a ver com o vestido, ou mesmo com a indústria de vestuário, dedicaram a atenção da mídia social ao fenômeno. A Adobe retweetou outro usuário do Twitter que usou alguns aplicativos da empresa para isolar as cores do vestido. "Entramos na conversa e pensamos: vamos ver o que acontece", lembrou Karen Do, gerente sênior de mídia social da empresa. Do nomeou-o "literalmente um tuíte ouvido ao redor de todo o mundo".
Ben Fischer, do New York Business Journal, relatou que o interesse no primeiro artigo do BuzzFeed sobre o vestido exibia crescimento vertical em vez da curva de sino típica de um fenômeno viral, levando o BuzzFeed a designar duas equipes editoriais para gerar artigos adicionais sobre o vestido para aumentar receita de anúncios, e até 1º de março, o artigo original do BuzzFeed havia recebido mais de 37 milhões de visualizações.

### Confirmação das cores reais do vestido
O vestido em si foi confirmado como um "vestido de renda azul escuro" da varejista Roman Originals, que era na verdade preto e azul; embora disponível em três outras cores (vermelho, rosa e marfim, cada uma com renda preta), uma versão branca e dourada não estava disponível na época. No dia seguinte ao post de McNeil, o site da Roman Originals sofreu um grande aumento no tráfego; um representante do varejista afirmou que "vendemos o vestido nos primeiros 30 minutos do dia útil e, depois de reabastecê-lo, tornou-se fenomenal". Em 28 de fevereiro, Roman anunciou que faria um único vestido branco e dourado para um leilão de caridade da Comic Relief.
Em 1º de março, mais de dois terços dos usuários do BuzzFeed entrevistados responderam que o vestido era branco e dourado. Algumas pessoas sugeriram que o vestido mude de cor por conta própria. Os meios de comunicação notaram que a foto estava superexposta e tinha um balanço de branco ruim, fazendo com que suas cores ficassem desbotadas, dando origem à percepção de alguns de que o vestido seria branco e dourado, em vez de suas cores reais.

## Explicações científicas
- preto e azul sob iluminação de tom amarelo (figura da esquerda) ou
- branco e dourado sob iluminação de tom azul (figura da direita).

Duas maneiras pelas quais a fotografia do vestido pode ser percebida:
- preto e azul sob iluminação de tom amarelo (figura da esquerda) ou
- branco e dourado sob iluminação de tom azul (figura da direita).

Atualmente, não há consenso sobre o motivo pelo qual o vestido provoca percepções discordantes de cores entre os espectadores, apesar de terem sido confirmadas e caracterizadas em experimentos controlados (descritos abaixo). Não foram construídos estímulos sintéticos capazes de replicar o efeito tão claramente quanto a imagem original.

Os neurocientistas Bevil Conway e Jay Neitz acreditam que as diferenças de opinião são o resultado de como o cérebro humano percebe a cor e a adaptação cromática. Conway acredita que haja uma conexão com o modo como o cérebro processa os vários tons do céu à luz do dia: "Seu sistema visual está olhando para isso e você está tentando descontar o viés cromático do eixo da luz do dia ... as pessoas ou descontam o lado azul; nesse caso, eles acabam vendo branco e ouro, ou descontam o lado dourado; nesse caso, acabam em azul e preto". Neitz disse: 
"Nosso sistema visual deve descartar informações sobre o iluminante e extrair informações sobre a refletância real ... mas estudei diferenças individuais na visão de cores por 30 anos, e essa é uma das maiores diferenças individuais que já vi."
Teorias semelhantes foram expostas por Paul Knox, da Universidade de Liverpool, que afirmou que o que o cérebro interpreta como cor pode ser afetado pelo dispositivo em que a fotografia é vista ou pelas próprias expectativas do espectador. Anya Hurlbert e colaboradores também consideraram o problema do ponto de vista da percepção das cores. Eles atribuíram as diferenças na percepção à percepção individual da constância de cor.

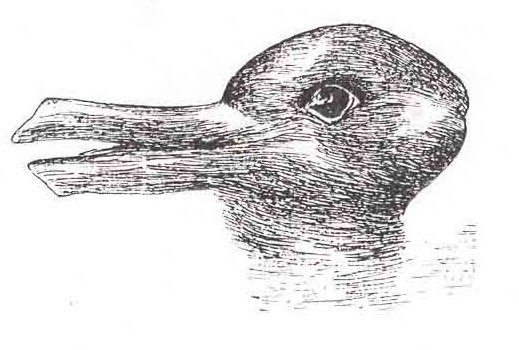
O pato-coelho, descrito nas investigações filosóficas de Ludwig Wittgenstein (1953)

O neurocientista e psicólogo Pascal Wallisch afirma que, embora muitos estímulos inerentemente ambíguos sejam conhecidos pela ciência da visão há muitos anos, este é o primeiro estímulo desse tipo no domínio das cores que foi trazido à atenção da ciência pelas mídias sociais. Ele atribui percepções diferenciais a diferenças nos prioris de iluminação e tecido, mas também observa que o estímulo é altamente incomum, na medida em que a percepção da maioria das pessoas não muda. Nesse caso, o faz apenas em escalas de tempo muito longas, o que é altamente incomum para estímulos biestáveis, de modo que o aprendizado perceptivo pode estar em jogo. Além disso, ele diz que as discussões sobre esse estímulo não são frívolas, pois o estímulo é do interesse da ciência e é um caso paradigmático de como diferentes pessoas podem sinceramente ver o mundo de maneira diferente. Daniel Hardiman-McCartney, do College of Optometrists, afirmou que a imagem era ambígua, sugerindo que a ilusão foi causada por uma forte luz amarela brilhando no vestido e pela percepção humana das cores do vestido e da fonte de luz, comparando-as com outras cores e objetos na imagem. O filósofo Barry C. Smith comparou o fenômeno com Ludwig Wittgenstein e a ilusão do coelho-pato, apesar de que este é uma imagem ambígua em que, para a maioria das pessoas, as percepções alternativas mudam bem facilmente.
O Journal of Vision, um periódico científico sobre pesquisa em visão, anunciou em março de 2015 que uma edição especial sobre o vestido seria publicada com o título A Dress Rehearsal for Vision Science. O primeiro estudo científico em larga escala sobre o vestido foi publicado na Current Biology três meses após a imagem se tornar viral. O estudo, que envolveu 1.400 participantes, descobriu que 57% consideravam o vestido azul e preto; 30% viram branco e ouro; 11% viram azul e marrom; e 10% podiam alternar entre qualquer uma das combinações de cores. Um pequeno número viu como azul e ouro. Mulheres e idosos consideravam desproporcionalmente o vestido como branco e dourado. Os pesquisadores descobriram ainda que, se o vestido era mostrado com iluminação artificial de cor amarela, quase todos os entrevistados viam o vestido em preto e azul, enquanto branco e ouro se a iluminação simulada apresentasse um viés azul. Outro estudo no Journal of Vision, de Pascal Wallisch, descobriu que as pessoas que acordavam cedo eram mais propensas a pensar que o vestido era iluminado pela luz natural, percebendo-o como branco e dourado, e que os "corujas noturnas" viam o vestido como azul e preto.
Um estudo realizado por Schlaffke et al. relatou que indivíduos que viram o vestido branco e dourado apresentaram atividade aumentada nas regiões frontal e parietal do cérebro. Pensa-se que essas áreas sejam críticas em atividades de cognição superior.
Um estudo por Claudia Feitosa-Santana e outros hipotetiza que preferências de cor desenvolvidas desde a infância se diferem através da exposição a UV-B, mudando o balanço perceptivo do eixo oponente azul-amarelo. Dessa maneira, quem teve mais contato com a luz solar, geralmente em ambientes de clima mais quente, desenvolveu um mecanismo diferente de consideração do iluminante, descontando os matizes amarelos e tendendo a enxergar o vestido como azul e preto; enquanto quem foi menos exposto a ela, geralmente em ambientes de clima frio com iluminante maior do azul da luz do céu, desconta essa coloração azulada que predominava no ambiente e tende a enxergá-lo como branco e dourado.

## Legado
O vestido foi incluído em várias listas de memes notáveis da Internet no final do ano em 2015. Como os autores originais da fotografia que provocou o fenômeno viral, Bleasdale e seu parceiro Paul Jinks mais tarde expressaram frustração e arrependimento por terem sido "completamente deixados de fora da história", incluindo a falta de controle sobre a história, a omissão de seu papel na descoberta e o uso comercial da fotografia.
 Na África do Sul, o Exército da Salvação tentou redirecionar parte da conscientização em massa gerada pelo vestuário para a questão da violência doméstica.